# Winterville (Caroline du Nord)
Winterville est une ville américaine située dans le comté de Pitt dans l'État de Caroline du Nord. En 2010, sa population était de 9 269 habitants.
Winterville relève de l'agglomération de Greenville.

## Démographie
| Groupe                           | Winterville | Caroline du Nord | États-Unis |
| -------------------------------- | ----------- | ---------------- | ---------- |
| Blancs                           | 62,8        | 68,5             | 72,4       |
| Afro-Américains                  | 31,6        | 21,5             | 12,6       |
| Asiatiques                       | 2,2         | 2,2              | 4,8        |
| Métis                            | 1,9         | 2,2              | 2,9        |
| Autres                           | 1,1         | 4,4              | 6,4        |
| Amérindiens                      | 0,3         | 1,3              | 0,9        |
| Total                            | 100         | 100              | 100        |
|                                  |             |                  |            |
| Hispaniques et Latino-Américains | 3,3         | 8,4              | 16,7       |

Selon l'American Community Survey, pour la période 2011-2015, 95,96 % de la population âgée de plus de 5 ans déclare parler anglais à la maison, alors que 2,43 % déclare parler l'espagnol, 0,50 % le vietnamien et 1,11 % une autre langue.
| 1900 | 1910 | 1920 | 1930 | 1940 | 1950 |
| ---- | ---- | ---- | ---- | ---- | ---- |
| 243  | 484  | 650  | 654  | 848  | 870  |

| 1960  | 1970  | 1980  | 1990  | 2000  | 2010  |
| ----- | ----- | ----- | ----- | ----- | ----- |
| 1 418 | 1 437 | 2 052 | 2 816 | 4 791 | 9 269 |

## Source de la traduction
- (en) Cet article est partiellement ou en totalité issu de l’article de Wikipédia en anglais intitulé « Winterville, North Carolina » (voir la liste des auteurs).